# 1944 en cyclisme
| Années du cyclisme : 1941 - 1942 - 1943 - 1944 - 1945 - 1946 - 1947    |
| Décennies du cyclisme : 1910 - 1920 - 1930 - 1940 - 1950 - 1960 - 1970 |

Cet article présente les faits marquants de l'année 1944 en cyclisme.

## Par mois

### Mars
5 mars : le Français Lucien Teissere gagne le Grand Prix de Nice.
26 mars : le Français Apo Lazarides gagne la Course de côte du Mont Chauve.

### Avril
- 2 avril : le Belge Rik Van Steenbergen gagne le Tour des Flandres. C'est la première victoire d'importance de celui qui devint l'empereur Rik 1er, il entame une carrière qui se terminera fin 1966. Cette longévité va marquer toute une génération d'amateurs de cyclisme.
- 2 avril : le Français Roger Piel remporte le premier critérium international de la route réunifié.
- 3 avril l'Espagnol Dalmacio Langarica gagne la Subida al Naranco.
- 9 avril : Maurice Desimpelaere remporte Paris-Roubaix.
- 9 avril : l'Espagnol Ignacio Orbaiceta gagne le Grand Prix de Pâques pour la deuxième fois.
- 16 avril : le Français Gaston Grimbert gagne la Polymultipliée. L'épreuve ne sera pas disputée en 1945 et reprendra en 1946.
- 16 avril : le Belge Rik Van Steenbergen gagne le Circuit des Régions Flamandes. L'épreuve ne sera pas disputée en 1945 et reprendra en 1946.
- 26 avril : le Belge Marcel Kint gagne la première édition de Nokere-koerse.
- 30 avril : l'Espagnol Martin Mancisidor gagne la Subida a Arrate pour la troisième année d'affilée.
- 30 avril : le Belge Jef Moerenhout gagne le Circuit des Ardennes Flamandes.

### Mai
- 1er mai : le Belge Sylvain Grysolle gagne le Grand prix Hoboken.
- 7 mai : le Français Lucien Teisseire gagne Paris-Tours.
- 7 mai : l'Espagnol Antonio Sancho gagne le Trophée Masferrer pour la deuxième fois.
- 7 mai : le Belge Arthur Mommerency gagne la première édition de Bruxelles-Charleroi-Bruxelles. L'épreuve ne reprendra qu'en 1956.
- 14 mai : le Belge Marcel Kint gagne la Flèche wallonne pour la deuxième fois d'affilée .
- 14 mai : l'Italien Oreste Conte gagne le Trophée Bernocchi.
- 21 mai : le Suisse Ernst Naef gagne le Championnat de Zurich.
- 28 mai : le Belge Ernest Sterckx gagne le Tour du Limbourg.

### Juin
8 juin : l'Italien Oreste Conte gagne le Trophée Moschini. L'épreuve ne sera pas disputée en 1945 et reprendra en 1946 sous le nom de Milan-Mantoue.
11 juin : le Suisse Ernest Naef gagne le Grand Prix de Genève. L'épreuve ne reprendra qu'en 1947.
29 juin : l'Espagnol Julian Berrendero gagne la Vuelta a los Puertos.

### Juillet
1er juillet : le Suisse Ernst Naef devient champion de Suisse sur route.
2 juillet : l'Espagnol Julian Berrendero est champion d'Espagne sur route pour la troisième année d'affilée.
2 juillet : le Suisse Ernst Naef gagne la première édition du Tour des 4 Cantons. L'épreuve ne sera pas disputée en 1945 et reprendra en 1946.
16 juillet : le Belge Joseph Somers gagne le Grand Prix de Wallonie. L'épreuve ne reprendra qu'en 1949.
30 juillet : l'Espagnol Ignacio Esnaola gagne le Grand Prix de Villafranca.

### Août
- 27 août : l'Italien Michele Motta gagne le Trophée Baracchi pour la deuxième fois.
- 27 août : le Néerlandais Gerrit Schulte devient champion des Pays-Bas sur route.
- 27 août : le Britannique Reginald Kenneth Braddick devient champion de Grande-Bretagne sur route NCU.

### Septembre
- 3 septembre : l'Espagnol Miguel Casas gagne le Tour de Catalogne.
- 24 septembre : le Français Emile Carrara gagne le Grand Prix des Nations.
- 24 septembre : l'Italien Louis Garzoli gagne "A travers Lausanne".
- cette année le championnat de France sur route se dispute aux points sur plusieurs épreuves, le Français Urbain Caffi devient champion de France sur route.       (MERCI DE RENSEIGNER SUR LE NOM DES EPREUVES ET LEURS DATES)

## Principales naissances
- 2 janvier : Igor Tselovalnikov, cycliste soviétique († 1er mars 1986)
- 9 février : Gerard Vianen, cycliste néerlandais.
- 5 mars :
  - Charly Grosskost, cycliste français († 19 juin 2004)
  - Georges Chappe, cycliste français.
- 10 mars : Willy Van Neste, cycliste belge.
- 4 avril : Erik Pettersson, cycliste suédois.
- 5 avril : Willy Planckaert, cycliste belge.
- 10 mai : Gunnar Asmussen, cycliste danois.
- 15 mai : Pierre Trentin, cycliste français.
- 23 mai : Jean-Claude Theillière, cycliste français.
- 3 juin : Vittorio Marcelli, cycliste italien.
- 22 juin : Ercole Gualazzini, cycliste italien.
- 27 juin : Patrick Sercu, cycliste belge
- 16 juillet : Jean-Pierre Ducasse, cycliste français († 19 février 1969)
- 24 juillet : Daniel Morelon, cycliste et entraîneur français.
- 28 juillet : Jean-Marie Leblanc, cycliste français, directeur du Tour de France de 1989 à 2006.
- 12 août : Omar Phakadze, cycliste soviétique († 21 mai 1993)
- 19 octobre : Agustín Tamames, cycliste espagnol.
- 1er novembre : Louis Pfenninger, cycliste suisse
- 4 novembre : Rainer Podlesch, cycliste allemand

## Principaux décès
- 22 avril : Hippolyte Aucouturier, cycliste français († 17 octobre 1876)